# Stegne
Stegne este o localitate din comuna Moravče, Slovenia, cu o populație de 140 de locuitori.